# 意大利艺术百科全书
《意大利艺术百科全书》是由意大利艺术百科全书协会于2009年在米兰成立的自2012年以来正式出版的关于意大利视觉艺术的传记出版物。
该卷由意大利艺术百科全书协会每年出版一次，在评论家阿尔贝托·莫伊奥利（Alberto Moioli）的编辑指导下向世界传播关于绘画、雕塑和摄影的国家艺术遗产的知识。 图书的书目主要针国家和国际的博物馆、艺术学院、美术馆、学校和大学。